# Nomada flavopicta
Nomada flavopicta ist eine Biene aus der Familie der Apidae. Die Art sieht Nomada emarginata sehr ähnlich.

## Merkmale
Die Bienen haben eine Körperlänge von 8 bis 11 Millimeter. Der Kopf der Weibchen ist schwarz und hat eine rötliche Zeichnung. Der Thorax und der Hinterleib sind schwarz und haben gelbe Flecken. Das Labrum ist rötlich und trägt kräftige Zähnchen. Das dritte Fühlerglied ist gleich lang wie das vierte. Das sechste bis zwölfte Fühlerglied ist unten dunkel. Das breite Pronotum ist nur schwach ausgeschnitten. Das Schildchen (Scutellum) hat zwei gelbe Flecken. Die Hüften (Coxen) der Vorderbeine haben am Ende ein dünnes Dörnchen. Die Schienen (Tibien) der Hinterbeine sind am Ende abgerundet und sind unbedornt und unbehaart. Die Männchen sehen den Weibchen ähnlich, ihr Gesicht ist jedoch gelb gezeichnet.

## Vorkommen und Lebensweise
Die Art ist in ganz Europa verbreitet. Die Tiere fliegen von Anfang Mai bis Anfang Oktober. Die Art parasitiert Melitta leporina, Melitta haemorrhoidalis, Melitta nigricans  und Melitta tricincta.

## Belege
Felix Amiet, M. Herrmann, A. Müller, R. Neumeyer: Fauna Helvetica 20: Apidae 5. Centre Suisse de Cartographie de la Faune, 2007, ISBN 978-2-88414-032-4.